# Rayssac
Rayssac (okzitanisch Raiçac) ist eine südfranzösische Gemeinde mit 233 Einwohnern (Stand 1. Januar 2022) im Département Tarn in der Region Okzitanien (vor 2016 Midi-Pyrénées). Rayssac gehört zum Arrondissement Castres und ist Teil des Kantons Le Haut Dadou (bis 2015 Montredon-Labessonnié). 

## Geographie

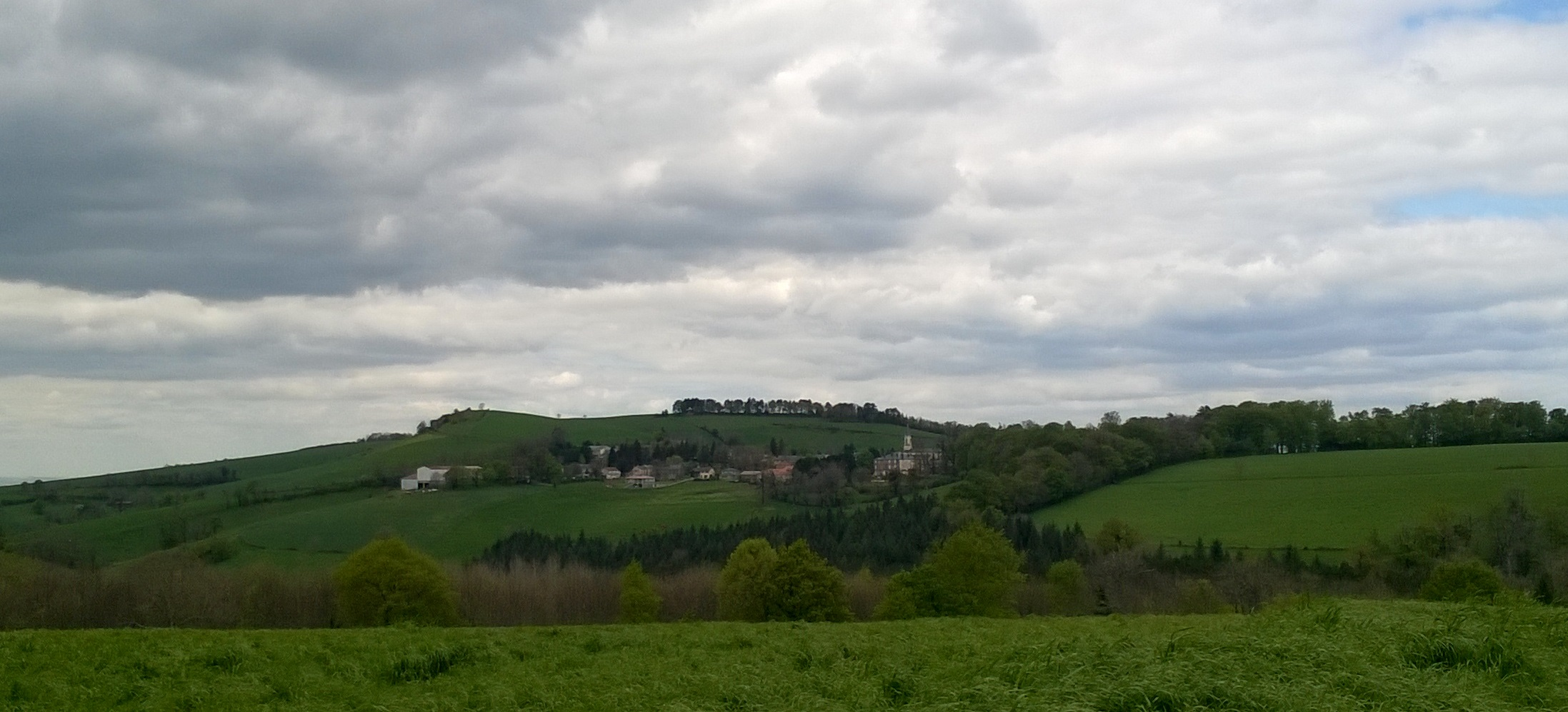
Blick auf Rayssac

Rayssac liegt am Rand des Regionalen Naturparks Haut-Languedoc, etwa 29 Kilometer südöstlich von Albi, am Dadou, der die Gemeinde im Norden begrenzt. Im Süden verläuft sein Zufluss Dadounet. Umgeben wird Rayssac von den Nachbargemeinden Paulinet im Norden und Osten, Le Masnau-Massuguiès im Osten und Südosten, Lacaze im Südosten, Saint-Pierre-de-Trivisy im Süden, Arifat im Südwesten, Mont-Roc im Westen sowie Teillet im Nordwesten.

## Bevölkerungsentwicklung
| Jahr                      | 1962 | 1968 | 1975 | 1982 | 1990 | 1999 | 2006 | 2013 |
| Einwohner                 | 416  | 372  | 324  | 313  | 310  | 295  | 268  | 250  |
| Quelle: Cassini und INSEE |      |      |      |      |      |      |      |      |

## Sehenswürdigkeiten
- Kirche Saint-Martin von 1723
- Schloss Rayssac aus dem 17. Jahrhundert